# Cerion (Chorwacja)
Cerion – wieś w Chorwacji, w żupanii istryjskiej, w gminie Višnjan. W 2011 roku liczyła 66 mieszkańców.